# Вассар, Майкл
Майкл Вассар (родился 4 февраля 1979) — американский учёный, футуролог, активист, предприниматель и президент Института Сингулярности. Он имеет степени магистра и бакалавра в области биохимии. Как президент Института Сингулярности, он развивает научно-исследовательский потенциал института и увеличивает его роль в качестве форума для обсуждения перспектив, преимуществ и недостатков искусственного интеллекта. Он выступает за безопасное развитие новых технологий на благо человечества. Майкл Вассар также отвечает за организацию Саммита Сингулярности. Он занимал различные должности в Aon, Корпусе мира, а также в Национальном Институте Стандартов и Технологий. Он является основателем и главным управляющим SirGroovy.com, фирмы, занимающейся лицензированием онлайн музыки. Он является соавтором статьи с Робертом Фрейтасом по рискам молекулярных производств, и написал «Corporate Cornucopia» для Center for Responsible Nanotechnology.

## Институт Сингулярности
Майкл Вассар является президентом Института Сингулярности. Институт анализирует и предлагает решения проблем, возникающих перед человечеством. Осознав последние ошибки в науках о человеке, они пытаются уничтожить предубеждения в стандартной футурологии и филантропии. Институт проводит ежегодный Саммит Сингулярности для координации и обучению последним научным достижениям ученых и других заинтересованных лиц, а также для поддержки их оригинальных научных исследований по темам, начиная от человеческой рациональности и когнитивного усовершенствования, заканчивая основополагающими исследованиями в области искусственного интеллекта.